# Onkelos
Onkelos (hebr. אונקלוס) – żyjący na przełomie I i II wieku żydowski uczony, autor przekładu Pięcioksięgu na język aramejski (targumu), nazwanego od jego imienia Targumem Onkelosa.
Zgodnie z tradycją był konwertytą na judaizm, uczniem rabbiego Gamaliela II. Jego ojciec miał nosić imię Kalonymus lub Kalonikos. Talmud przedstawia Onkelosa jako siostrzeńca cesarza Tytusa (według innej wersji Hadriana). W talmudycznej opowieści rzymski władca trzykrotnie miał wysyłać żołnierzy, by sprowadzić go do Rzymu, ten jednak nawrócił członków owych ekspedycji na religię Mojżesza.
Targum Onkelosa miał powstać pod kierownictwem rabinów Eliezera i Joszuy. Jego ostateczna redakcja dokonana została prawdopodobnie jednak dopiero w III wieku. Tekst ten został uznany za oficjalną rabiniczną interpretację Tory.
Onkelos bywa często identyfikowany z Akwilą, również żyjącym w mniej więcej tym samym czasie konwertytą na judaizm, autorem przekładu Biblii hebrajskiej na język grecki.